# Liste des maîtres de la province du royaume de Sicile de l'ordre du Temple
Pour un article plus général, voir Liste des maîtres de province de l'ordre du Temple.
Cet article présente une liste des maîtres de la province du royaume de Sicile de l'ordre du Temple.

## Province du royaume de Sicile (sud de l'Italie)

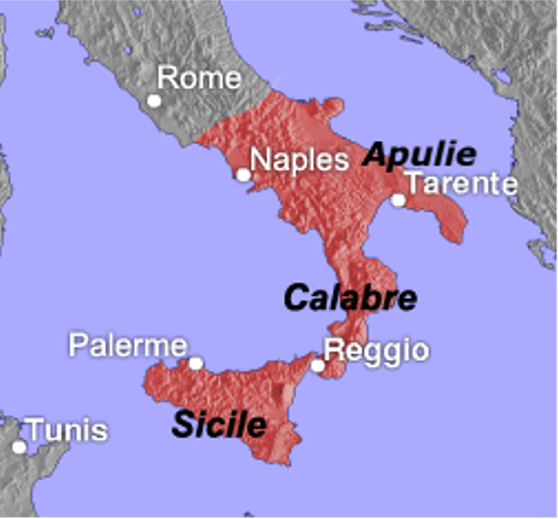
Le royaume de Sicile au XII.

La première province répertoriée est celle d'Apulie (Pouilles) mais les maîtres successifs administraient en fait une région correspondant au royaume de Sicile alors sous domination des Normands,. Initialement, il s'agissait du duché d'Apulie qui fut intégré à ce royaume vers 1130 et la province était probablement divisée sous forme de baillies (sous-provinces).
Ce n'est qu'à la fin du XIIe siècle qu'elle semble se séparer en deux provinces, d'un côté les Pouilles et la terre de Labour et de l'autre la Calabre et la Sicile, (Apūlĭæ & Terra Lǎbōris, Cǎlǎbrĭæ & Sĭcĭlĭæ),.
La chute des Hohenstauffen en 1266 au profit de Charles d'Anjou entraîne une nouvelle organisation avec une seule province dite du royaume de Sicile dans laquelle on retrouve les baillies des Pouilles et de Sicile puis plus tardivement l'Abruzze .
Au nord de ces provinces se trouvait le territoire des États pontificaux qui incluait les commanderies du Latium, de l'Ombrie et des Marches alors que les provinces de Pouilles-Sicile regroupaient celles des régions actuelles de : (lien vers les listes de chaque région)
- Abbruzes (États pontificaux puis province des Pouilles ?)
- Basilicate
- Calabre
- Campanie
- Molise
- Pouilles
- Sicile

Certains auteurs pensent néanmoins que les Pouilles et la Sicile n'ont jamais été séparées,,. Le fait qu'on trouve pendant la maîtrise de Guillaume de Saint-Paul un précepteur pour les Pouilles, Goffredo et un pour la Sicile, Hugo de Rocaforti n'étaye pas forcément cette hypothèse bien qu'il s'agisse alors des commandeurs de baillie, division interne de la province qui regroupait un certain nombre de maisons mais ce maître est le seul mentionné avec un tel titre avant 1266 (précepteur du royaume de Sicile et des Pouilles).
Il faut également prendre en compte l'histoire politique de la région avec la lutte entre guelfes et gibelins et surtout prêter attention au terme « Sicile ». Cette notion de royaume de Sicile a évolué au cours de ces deux siècles avec une scission qui interviendra en 1282 à la suite des vêpres siciliennes. C'est la naissance de ce que l'on appelle communément le royaume de Naples mais dans les sources, il était désigné sous le nom de Sicile « citérieure » alors que l'île de Sicile s'intitulait Sicile « ultérieure ».
Les implantations se situaient principalement dans les villes côtières, Brindisi entre autres, afin d'abriter pour l'hiver les bateaux et les hommes avant de rejoindre les États latins d'Orient.
| Maître                                        | Période de maîtrise            | Commentaires et autre(s) fonction(s) |
| --------------------------------------------- | ------------------------------ | --- |
| Maîtres des Pouilles (royaume de Sicile)      |                                | |
| Henri                                         | 1169                           | (Enrico) |
| Guillaume de la Fosse                         | 1184                           | (it): Guglielmo de la Fossa 1184: « in manus Guillelmi de la Fossa magister ejusdem Templi domorum quae sunt in Apulia et terra laboris » |
| Maîtres du Royaume de Sicile                  |                                | |
| Guillaume de Saint-Paul                       | 1196                           | (it): Guglielmo de Sancto-Paulo) février 1196: « fratris Guillelmi de Sancto Paulo, magistri domorum Templi Sicilie et Apulie » |
| ...                                           | ...                            | |
| fr. Albert de Canelli                         | 1262 - 1266,                   | ((la): Obertus de Canelli, (it): Alberto de Canelli, de Camaldulla) |
| fr. Baudoin                                   | 1267,                          | ((la): Baldovino) |
| fr. Guglielmo Piliforte                       | 1269                           | (Lieutenant (second) pour le royaume de Sicile pendant la maîtrise d'Albert de Canelli.) |
| fr. Étienne de Sissey                         | 1270 - 1272,                   | ((la) Stephanus de Scisseio, de Sesciayo, (it) Stefano de Sissy, (en) Stephen of Sissey, parfois orthographié Sissi dans certains vieux ouvrages) 21 novembre 1270: « Stephanus, magister domus militie Templi in regno Sicilie » 1271/72: « pro religioso viro fratri Stephano de Sesciayo, magistro domorum Militie Templi in Regno Sicilie » |
| fr. Guillaume de Beaujeu                      | 1272 - 1273                    | (la): Guillelmus de Belloioco (de): Wilhelm von Beaujeu, (it): Guglielmo de Bellojoco 1272: « Religioso fratri G. De Belloioco, magistro domorum militie Templi in regno Sicilie », « Religioso fratri Guillelmo de Belloioco, magistro domorum militie Templi in regno Sicilie, consanguineo nostro » mai 1273: « frere Guillaume de Biaujeu, qui estoit Outre mer commandeor du Temple en Puille » Maître de l'ordre (1273-1291) |
| fr. Ademaro                                   | 1273                           | (Précepteur et lieutenant (second) pour le royaume de Sicile pendant la maîtrise de Guillaume de Beaujeu) |
| fr. Arnoul de Wisemale                        | 1274,                          | (Arnulf de Ursemali) |
| fr. Simon de la Tour                          | 1275 - 1277                    | ((la): Symone de Turri, Simonis de Turre; (en): Simon of la Tor;(it):Simone de la Tour) (Précepteur de Safed en 1262, commandeur de la terre de Jérusalem en 1271, visiteur cismarin pour la péninsule ibérique en 1277) |
| fr. Robert ((it):Roberto)                     | 1277                           | |
| fr. Pierre Le Griffier                        | 1277 - 1279,                   | ((la): Petrus de Griferio, Pietro de Genua, Pietro de Triario, Pietro de Gemma) |
| fr. Gioberto « de Nicherio » († 13 mars 1287) | 1285                           | (Jubertus de Nicher, de Vicherio) |
| fr. Guillaume « de Nozeta »                   | 1287 - 1289                    | ((it): Guglielmo da Nozeta. Lieutenant de Gioberto « de Nicherio », et précepteur de San Giorgio (Brindisi) en 1289) |
| Hugo de Monterotondo                          | 1290 - 1292                    | « magister Templi in Barolo » |
| Reynald de Varenne                            | 1292 - 1299                    | [Grand commandeur du royaume de Sicile] (la): Raynaldus de Varena (it): Rinaldo de Varenna, Rainaldo de Varensis, Raynaldo di Varena 1292: ? 1299/1300: ? |
| Pierre « Dada » (Pietro Dada, Petrum Dada)    | fin XIIIe siècle               | |
| Peire de Pierrevert                           | 1297 - 1303, début XIVe siècle | [Grand commandeur des Pouilles et des Abruzzes] [Sources indirectes, procès] (la): Petrus Peraverde Ultramontanus (it): Pietro Peraverde « ultramontano » av. oct. 1303: « Andreas Armani de monte Oderisio... qui receptus fuerat tempore pape Bonifacii in Barulo per magnum preceptorem in Appruntio et Apulea; Erat Petrus de Ultramontanis, nunc autem est frater Oddo de Valdric » « frater Petrus preceptor magnus Apulee » « Et in continenti frater Petrus de Peraverde qui tunc erat magnus preceptor dicti ordinis in Aprutio et Apulea » [Laurent de Beaune n'était pas commandeur des Pouilles c. 1300 mais commandeur d'Épailly] |
| Simon de Quincy                               | 1304/05 - 1307                 | Surnommé « le Chaperon » Commandeur de la baillie de Prunay (1284-1291) Commandeur de Chanu, Haute-Normandie (1295) Commandeur du passage (1303) † 7 juin 1307 |
| Odo de Villaret                               | 1308,                          | (it): Odone de Valdris (Oddone de Villaret, Odo de Valdric) 11 mai 1310: « ...qui receptus fuerat tempore pape Bonifacii in Barulo per magnum preceptorem in Appruntio et Apulea; Erat Petrus de Ultramontanis, nunc autem est frater Oddo de Valdric » |

### Baillie des Pouilles
Il s'agit des commanderies dans la région des Pouilles et non pas de la province dite des Pouilles qui englobait un territoire bien plus vaste (royaume de Sicile). La commanderie de Barletta était la plus importante mais à certaines périodes, le précepteur de cette maison semble avoir eu le rôle de maître de l'ensemble du royaume de Sicile. C'est a priori le cas lorsque le maître provincial était absent et lorsqu'il avait une vacance du pouvoir dans l'attente de l'élection d'un nouveau maître de la province. De nombreuses marchandises étaient acheminées en Terre sainte à partir de ce port et le précepteur de cette maison avait la charge d'obtenir les mainlevées auprès des portulans du royaume.
| Maître / Précepteur                                                              | Période de maîtrise | Commentaires et autre(s) fonction(s) |
| -------------------------------------------------------------------------------- | ------------------- | --- |
| fr. Goffredo di Stefano                                                          | 1195                | |
| ...                                                                              | ...                 | |
| fr. Jacob de Torricella (Jacobus, Jacobi de Torricella, précepteur des Pouilles) | 1256                | |
| Arnoul de Wisemale (Arnulf de Ursemali)                                          | 1271,               | |
| fr. Pietro d'Ocre (Pietro di Ocra)                                               | 1284                | |
| fr. Falcone (vice-précepteur dans les Pouilles)                                  | 1284                | |
| fr. Pietro Dada                                                                  | 1285                | |
| fr. Jaufré de Pierrevert                                                         | 1302,               | [Peire de Pierrevert?] (la): Gaufridus, Goffredus de Petraviridi (en): Jeffey of Petra Verde (it): Pietro-Goffredo di Piervert 19 septembre 1302: « fratris Goffridi de Petra Viridis, magistri sacre domus milicie Templi in regno Sicilie » 1303: « quod frater Joffredus de Petra [Viridi], tunc tenens locum magistri dicti ordinis in Apulea » Reçu à Castelo Branco (pt) (c.1275) En Orient (ap. 1275-1302, Acre) Commandeur du Ruou (1308) |

### Baillie et Province de Sicile
Il s'agit des possessions dans l'île de Sicile. Cette baillie semble avérée dès le milieu du XIIe siècle puis en 1197 avec un précepteur des maisons du Temple en Sicile, Hugues de Roquefort alors que l'on trouve également l'année précédente un maître du bailliage des Pouilles, Goffredo (1195-1196) et qu'il y avait un maître de la province du royaume de Sicile et des Pouilles, Guillaume de Saint-Paul à peu près aux mêmes dates. Elle devient ensuite une province à part entière qui selon certains auteurs inclut leurs possessions en Calabre et dont on trouve trace jusqu'en 1255. À la suite des vêpres siciliennes, on retrouve de nouveau des dignitaires avec ce titre et peu avant la chute de l'ordre, la fonction existait toujours en la personne de Gerardo de Finoleriis (1304). Aucune des chartes liées à ces dignitaires ne mentionne le terme Calabre dans le titre excepté pour Bonifacio di San Michele en 1255 et il faut préciser que très peu d'informations sont parvenues jusqu'à nous concernant les biens leur ayant appartenu dans l'actuelle Calabre.
| Maître / Commandeur                                            | Période de maîtrise | Commentaires |
| -------------------------------------------------------------- | ------------------- | --- |
| Geoffroy de Champigny                                          | 1151                | (it): Goffredo de Champiny 1151: « F. Gaufrido Campiniaco Prefecto generalis omnium domorum Templi in Sicilia »                                                                                           |
| Hugues de Roquefort                                            | 1197,               | (fr): Hugues de Rocquefort ; (it): Hugo de Rocaforti 6 avril 1197: « preceptor domorum sacre Militiae Templi Siciliae » Commandeur de la baillie de Provence (1200)                                       |
| Guillaume d'Orléans                                            | 1209 - 1210         | (la): Guilielmi Aureliensis, parfois Oreliensis et Orlientensis 1209: « Guillelmi Oreliensis domorum templi in Sicilia praceptoris » 1210: « frater Guillelmus magister domus militia templi in Sicilia » |
| Armand de Périgord                                             | 1229                | (la): Hermanus de Petragors 1229: « fratris Hermani de Petragors domus militia templi in Sicilia & Calabria praceptoris »                                                                                 |
| Bonifacio di San Michele                                       | 1255                | |
| Martino Cabillone                                              | 1280 - 1283         | |
| Guglielmo de Canelli                                           | 1284 - 1285         | |
| ...                                                            | ...                 | |
| Gerardo de Finoleris (Gerardus de Finoleriis, « Pinoleris ? ») | 1304,               | |
| Albertino de Canelli                                           | ? - 1312            | 20 juin 1311: « frater Albertus de Canellis miles, Aquensis diocesis, provincie Mediolanensis, preceptor bailivie insule Sicilie »                                                                        |